# Flo la piccola Robinson
Flo la piccola Robinson (家族ロビンソン漂流記ふしぎな島のフローネ?, Kazoku Robinson hyōryūki Fushigi na shima no Furōne, lett. "La famiglia naufraga Robinson - Flone dell'isola misteriosa"), trasmesso in Italia anche con il titolo L'isola della piccola Flo, è un anime giapponese prodotto dalla Nippon Animation nel 1981 e trasmesso da Fuji TV. Narra le avventure della piccola Flo Robinson, naufragata con la sua famiglia in un'isola deserta durante un viaggio in Australia.
La storia è liberamente tratta dal romanzo Il Robinson svizzero del 1812 di Johann David Wyss, che a sua volta è ispirato al romanzo Robinson Crusoe di Daniel Defoe.
La serie animata fa parte del progetto World Masterpiece Theater (Sekai Meisaku Gekijo) della Nippon Animation, ed è stata trasmessa per la prima volta in Italia da Rete 4 a partire dal 15 novembre 1982.

## Trama
Anni ottanta del XIX secolo. Flo Robinson (Flone nell'originale) è una bambina di nove anni che vive a Berna con la sua famiglia, composta dal padre Ernst, dalla madre Anna, dal fratello maggiore Franz e da quello più piccolo Jack. In casa con la famiglia Robinson vive anche Marie, la giovane governante, che è molto affezionata a Flo ed è per lei quasi una seconda madre.
Ernst è un abile medico, ma soprattutto è un uomo intelligente ed ingegnoso. Un giorno riceve una lettera dal dott. Elliott, un amico che vive in Australia, che lo invita a recarsi in quella terra lontana per esercitare là la sua professione. Ernst sente il desiderio di andare dove ci sia realmente necessità della sua opera, e dopo un intenso consulto con la famiglia, decide di accettare l'invito e di partire immediatamente per l'Australia con tutti i suoi familiari. Soltanto Marie non può partire per motivi personali e questo distacco peserà molto a Flo, che continuerà a pensare a lei con nostalgia e a sognarla spesso.
La famiglia Robinson, dopo un viaggio sul Reno e aver fatto scalo a Rotterdam e a Londra, a Liverpool si imbarca per l'Australia su una grande nave, la Blackburn Rock,  e durante il lungo viaggio farà la conoscenza di numerosi passeggeri e conoscerà le loro storie. In particolare Franz instaurerà un rapporto di profonda amicizia con Emily, una ragazza sua coetanea, appassionata come lui di musica. Il viaggio, iniziato verso la fine di ottobre, prosegue per alcuni mesi, ma quando ormai manca poco all'approdo, il giorno di Natale si scatena una violentissima tempesta che, dopo cinque giorni, causa il naufragio della nave. I componenti della famiglia Robinson, privi di scialuppa di salvataggio e per un caso fortuito, si salvano dal disastro e riescono ad approdare su un'isola deserta, riuscendo a salvare alcuni animali, poche provviste ed alcuni utensili dalla nave prima del suo inabissamento.
Inizierà un lungo periodo durante il quale la famiglia dovrà sopravvivere in un ambiente ostile e misterioso, potendo contare solo sulle proprie forze. Dopo aver adottato John, il cane del comandante della nave, deceduto per salvare Franz, e Mercre, un cucciolo di cuscus, l'ingegno di Ernst e la coesione dei Robinson risolveranno i piccoli e grandi problemi che via via dovranno affrontare. Costruiranno una capanna su di un grande albero per ripararsi dai tilacini (chiamati "lupi della montagna" nella serie, perché sono detti anche lupi australiani), coltiveranno un piccolo orto, fabbricheranno candele e scaveranno un pozzo per rifornirsi di acqua dolce. Grazie a Flo, la famiglia scoprirà poi una caverna, all'interno della quale troveranno un fiume sotterraneo ed i resti di un certo Eric Beths, naufragato sull'isola alcuni anni prima e morto di stenti. Ernst ed il figlio Franz tenteranno, in seguito alla macabra scoperta, di costruire un battello per poter lasciare l'isola, ma senza successo: una terribile tempesta farà inabissare il battello il giorno stesso del varo.
È passato più di un anno dal naufragio ed a questo punto i Robinson cominciano a temere che non riusciranno mai a lasciare l'isola. Flo continua a ricordare con nostalgia la casa di Berna e la sua Marie, e Franz continua a pensare alla bella Emily, probabilmente morta nel naufragio assieme a tutti gli altri passeggeri. Ma improvvisamente sull'isola arrivano altri due naufraghi: il marinaio Willy Morton e il giovane Tomtom, un nativo australiano. Con il ragazzo la famiglia stringe subito un legame di amicizia, mentre con il signor Morton, burbero e misantropo, all'inizio i rapporti sono piuttosto problematici. Ben presto però tutti si renderanno conto che sotto la scorza ruvida si nasconde un grande cuore: si scoprirà infatti che Morton aveva salvato e protetto Tomtom dopo che i genitori erano stati uccisi perché si rifiutavano di lavorare come schiavi per i coloni inglesi in Australia.
Ben presto l'idillio tropicale viene sconvolto: le acque delle sorgenti e del pozzo diventano improvvisamente calde, gli animali mostrano segni d'inquietudine, e l'isola viene scossa da una serie di violenti terremoti, che fanno intuire il prossimo risveglio del vulcano spento che la sovrasta. Con l'aiuto del signor Morton, provetto marinaio, verrà progettato e costruito un nuovo battello (una sorta di catamarano) per poter finalmente lasciare l'isola. Arriva il giorno della partenza e dopo un mese di viaggio per mare i Robinson, il signor Morton e Tomtom raggiungono le coste dell'Australia a nord di Sydney.
All'arrivo a Melbourne il dott. Elliott, l'amico di Ernst che lo aveva invitato in Australia, farà loro una incredibile sorpresa: Emily, la grande amica di Franz, non è morta, ma si è salvata dal naufragio e ora è allieva infermiera presso il grande ospedale dove Elliott lavora e dove eserciterà anche Ernst Robinson. Franz ed Emily riallacceranno subito il profondo rapporto che avevano avuto durante la traversata verso l'Australia di tanto tempo prima, ma Emily partirà ben presto per l'Inghilterra, dove frequenterà una rinomata scuola per infermiere: darà a Franz l'appuntamento in Australia alla fine del suo corso, dopo tre anni. Anche il signor Morton e Tomtom si imbarcheranno sulla stessa nave, ma prometteranno ai Robinson di ritornare a trovarli ogni sei mesi.
Lentamente i Robinson riprenderanno quindi una vita normale, non senza provare nostalgia per la loro isola deserta su cui avevano abitato per tanto tempo.

## Personaggi
Flo Robinson (フローネ・ロビンソン?, Furōne Robinson, Flone Robinson)
Doppiata da: Yoshiko Matsuo (ed. giapponese), Antonella Baldini, Patrizia Mottola (solo ep. 25) (ed. italiana)
È la protagonista e la voce narrante della serie. Ha 9 anni (ne compie 10 sull'isola) ed è nata il 13 settembre, è di indole assai allegra e socievole, e ama stare all'aria aperta: un carattere da vero "maschiaccio" sempre pronta a giocare e, occasionalmente, a combinare guai (venendo puntualmente rimproverata o punita dai genitori o da Franz), oltre ad essere assai golosa, ma sempre piena di buoni sentimenti. La sua natura curiosa e sensibile la porta spesso ad esporsi a grossi rischi (come quando si perde sull'isola), ma anche a prendersi cura degli altri: non solo col piccolo Jack, ma anche con Emily (impedendo, con l'aiuto del capitano, che i suoi genitori si separino), Tomtom ed il burbero signor Morton (che, dapprima scontrosi, grazie a lei si apriranno ai Robinson). Col tempo, si dimostrerà la più forte della famiglia, tanto da dare coraggio agli altri nelle avversità col proprio ottimismo. Ha un grande senso della giustizia e del rispetto verso le persone, gli animali e la natura, opponendosi con forza ogni qualvolta veda abusi contro di essa, e non vedendola mai come "matrigna" nonostante le situazioni avverse. Nel romanzo originale, il suo personaggio è inesistente (la famiglia è composta da quattro figli maschi): probabilmente è stato creato apposta dagli sceneggiatori per dare una maggiore presenza e "tocco" femminili alla storia.
Ernst Robinson (エルンスト・ロビンソン?, Erunsuto Robinson)
Doppiato da: Katsuhiko Kobayashi (ep. 1-9), Osamu Kobayashi (ep. 10-50) (ed. giapponese), Giancarlo Padoan, Maurizio Trombini (solo ep. 25) (ed. italiana)
È il capofamiglia, ed incarna la figura del genitore/maestro saggio ed educativo. Ha 46 anni ed è un medico, a sua volta figlio e nipote di medici, molto abile e rinomato in tutta Berna. Di carattere molto gentile e pacato, intelligente e assai ingegnoso, cura le persone sia in casa (dove i pazienti sono perlopiù persone ricche e capricciose affette da diabete e sovrappeso), che in una clinica, dove offre gratis il suo aiuto a gente povera e bisognosa. Ed è proprio per la sua natura altruista che sente il bisogno di andare dove ci sia realmente necessità della sua opera, dunque accetta l'invito del dottor Elliott di partire per l'Australia. Sull'isola, organizza la vita della famiglia per sopravvivere al meglio, affinché nessuno perda il contatto con la civiltà: fa studiare i figli come a scuola, va egli stesso a caccia (mentre la moglie Anna cura l'orto), e spiega loro (e allo spettatore) varie nozioni di base, tipo costruire una casa, fabbricar candele, ricavare il sale e lo zucchero e cacciare. Si mantiene sempre ottimista e propositivo anche di fronte alle disgrazie, ed insegna ai figli ad accettarle e a reagire per superarle. Nel romanzo originale si chiama William ed è un parroco, mentre Ernst è il nome del secondogenito; inoltre il suo cognome non è menzionato.
Anna Robinson (アンナ・ロビンソン?, An'na Robinson)
Doppiata da: Michiko Hirai (ed. giapponese), Silvia Pepitoni, Rosalba Bongiovanni (solo ep. 25) (ed. italiana)
Moglie di Ernst e madre di Franz, Flo e Jack, ha 36 anni (ne compie 37 sull'isola). Nata e cresciuta in campagna da una famiglia di contadini, gestisce ordinatamente la casa insieme alla governante Marie, ed è un'ottima cuoca. È una donna molto sensibile e paurosa (in particolar modo dei tuoni e dei topi, e non sa nemmeno nuotare), ma l'esperienza del naufragio la renderà forte e determinata nel momento del pericolo (come quando ci sarà il primo assalto dei lupi). Le conoscenze apprese in gioventù le saranno estremamente utili sull'isola, dove oltre a cucinare e a badare ai lavori domestici, riuscirà, con delle sementi portate da casa, a creare un proprio orto dove coltivare frutta e ortaggi con cui sfamare tutti. È anche molto pietosa e devota: non ama che si scherzi o si parli di Dio invano, prega molto spesso nelle difficoltà, ed è sua l'idea di seppellire degnamente i corpi del capitano, del signor Beths e dell'asino. Asseconda sempre Ernest in ogni iniziativa – non mancando di stupirlo con l'ingegnosità che saprà tirar fuori a poco a poco – e non prende mai decisioni a scapito dell'unione della famiglia (come quando si rifiuta di abbandonare la nave senza Franz). A differenza del marito, sa essere anche severa con i figli, spec. con Flo quando la punisce bacchettandole il sederino dopo che quest'ultima si è allontanata dalla loro casa sull'isola senza permesso e con Jack quando si è inquietata con lui dopo essersi lasciato convincere dal signor Morton a fumare un sigaro. Nel romanzo originale si chiama Elizabeth.
Franz Robinson (フランツ・ロビンソン?, Furantsu Robinson)
Doppiato da: Tōru Furuya (ed. giapponese), Oreste Baldini, Gabriele Calindri (solo ep. 25) (ed. italiana)
Ha 15 anni ed è il figlio maggiore. Di carattere riservato, è uno studente con una grande passione e talento per la musica, ma è fondamentalmente ancora insicuro sulle proprie scelte. Suona la chitarra, e sogna di diventare compositore o direttore d'orchestra, anche se il trasferimento in Australia prima, e l'esperienza del naufragio poi, gli faranno cambiare molte idee sul proprio futuro. Sulla nave conosce e sviluppa un'intensa amicizia con Emily, tanto da pensare spesso a lei durante la permanenza sull'isola: una volta che la reincontra, soffrirà nuovamente la sua ripartenza per l'Inghilterra. Come ogni ragazzo incerto sull'avvenire, è abbastanza pessimista di fronte agli ostacoli e alle avversità, e tende a lasciarsi andare ai cattivi pensieri (come quando viene punto dall'insetto velenoso, o viene avvistata una nave), venendo puntualmente rimproverato o rincuorato dai genitori. Sull'isola aiuta sempre Ernst nei lavori domestici e nella caccia, oltre a provvedere allo studio dei fratelli minori. Nel romanzo originale il nome del figlio maggiore è Fritz, mentre Franz è il minore.
Jack Robinson (ジャック・ロビンソン?, Jakku Robinson)
Doppiato da: Makoto Kōsaka (ed. giapponese), Rossella Acerbo, Giovanna Papandrea (solo ep. 25) (ed. italiana)
Ha 3 anni ed è il figlio più piccolo. All'inizio della serie è ancora incapace di parlare bene, di scrivere e a far di conto, tutte cose che imparerà gradualmente sull'isola. Sarà lui ad adottare il piccolo Mercre dopo che Franz ne ha ucciso la madre, e a portarlo dappertutto; la famiglia correrà un grosso spavento quando contrarrà la malaria rimanendo in fin di vita. Col passare del tempo, si trasformerà in un piccolo ometto, contribuendo alla ricerca dei viveri e alla costruzione del battello. Nel romanzo originale Jack è il terzo dei quattro figli e ha 12 anni.
Signor Morton (ウィリアム・モートン?, Ūiriamu Mōton, William Morton)
Doppiato da: Ichirō Nagai (ed. giapponese), Mario Milita (ed. italiana)
Ha una cinquantina d'anni, ed è un esperto marinaio. Non viene specificata la sua nazionalità (comunque anglofona), così come non si comprende bene se il suo nome sia Abele (come scritto in una sua lettera) o Willy (come viene riconosciuto da una donna a Melbourne). È comunque plausibile che il vero nome sia Abele, ma gli amici lo chiamino Willy. Naufraga sull'isola insieme a Tomtom circa un anno dopo i Robinson. Di carattere abbastanza schivo e assai burbero, diffida inizialmente dei Robinson considerandoli invadenti, e non fa nulla per essere simpatico loro, costringendo anche Tomtom a non fidarsi: sarà proprio l'altruismo di Flo a fare breccia in lui. Si scoprirà, poi, che sotto la rude scorza del marinaio si nasconde un gran cuore: ha salvato Tomtom dalla schiavitù dopo l'uccisione dei genitori, e cercherà di nascosto con una canoa di raggiungere una nave al largo per salvare tutti. Gran bevitore come tutti i marinai (e, per questo, ruberà dell'alcool ad Ernst), è anche un accanito fumatore (dichiara di aver iniziato addirittura da ragazzino), e si dimostra determinante nel riconoscere la natura vulcanica dell'isola, e a costruire il battello con cui poter raggiungere l'Australia. Alla fine della serie ripartirà con Tomtom su una nave per l'Inghilterra. Non è presente nel romanzo originale.
Tomtom (タムタム?, Tamutamu)
Doppiato da: Yoku Shioya (ed. giapponese), Fabrizio Manfredi (ed. italiana)
Di circa 12 anni, è un ragazzino australiano di colore. I suoi genitori sono stati uccisi dai coloni bianchi in Australia perché si rifiutarono di lavorare come schiavi, ed è stato salvato dal signor Morton (che lo chiama sempre "Tommy"), che per lui è quindi come un padre. Per questo, all'inizio diffida enormemente dei Robinson, come di tutti i bianchi: saranno la dolcezza e la comprensione di Flo e della sua famiglia a fargli cambiare idea. Per via dei suoi trascorsi e del suo mestiere di mozzo, è abilissimo a pescare, cacciare e ad usare il coltello, e sembra essere a suo agio più di tutti sull'isola. Il suo desiderio è di diventare un abile e provetto marinaio come il signor Morton, e alla fine della storia, riparte con lui su una nave per l'Inghilterra, promettendo ai Robinson di venirli a trovare ogni sei mesi. Non è presente nel romanzo originale.
Emily (エミリー?, Emirī)
Doppiata da: Kaoru Kurosu (ed. giapponese), Beatrice Margiotti (ed. italiana)
È una ragazza inglese, coetanea di Franz. Diretta in Australia insieme ai genitori e alla nonna, conosce i Robinson sulla nave ed ha un'immediata affinità con Franz. Nel bel mezzo del viaggio, i litigiosi parenti arriveranno al punto di volersi separare, ma grazie allo stratagemma di Flo e del capitano si aggiusterà tutto. Durante il naufragio, Emily riesce ad imbarcarsi con la famiglia sull'ultima scialuppa, ma sarà l'unica superstite del suo gruppo. All'arrivo in Australia, grazie ai discorsi di Ernst, troverà lavoro come infermiera nell'ospedale del dottor Elliott (che la tratterà come una figlia), dove ritroverà i Robinson e Franz a cui racconta le sue vicende. Alla fine della storia, parte per l'Inghilterra (sulla stessa nave di Morton e Tomtom) per seguire un corso di infermiera professionista, promettendo a Franz di rivedersi dopo tre anni. Non è presente nel romanzo originale.
Marie (マリー?, Marī)
Giovane governante dei Robinson, cresciuta anch'ella in campagna come Anna. Per Flo, più che un'amica del cuore, è una vera e propria seconda madre: la accudisce spesso, e soprattutto le canta delle dolcissime ninne-nanne. L'impossibilità per Marie di seguire i Robinson nel viaggio sarà una grande tragedia per Flo, che sull'isola penserà assai spesso a lei e ne invocherà la presenza. Non è presente nel romanzo originale.
Dottor Albert Elliott (アーネスト・エリオット?, Ānesuto Eriotto, Ernest Elliott)
Inglese, è medico e collega di Ernst. È proprio lui che, con una lettera, invita quest'ultimo a trasferirsi in Australia dove c'è maggior bisogno della sua opera. La notizia del naufragio della nave, e della presunta scomparsa dei Robinson, genereranno in lui un profondo senso di colpa, tanto da accogliere Emily come una figlia ed indirizzarla negli studi. Non è presente nel romanzo originale.

## Episodi
| Nº | Titolo italiano Giapponese 「Kanji」 - Rōmaji | In onda           | In onda          |
| Nº | Titolo italiano Giapponese 「Kanji」 - Rōmaji | Giapponese        | Italiano         |
| 1  | La lettera 「一通の手紙」 - Ittsū no tegami | 4 gennaio 1981    | 15 novembre 1982 |
| 1  | Flo Robinson è una bambina di nove anni che vive a Berna con la sua famiglia, composta dal padre Ernst, dalla madre Anna, dal fratello maggiore Franz e da quello più piccolo Jack. Ernst è un abile medico, ma soprattutto è un uomo intelligente ed ingegnoso. Un giorno riceve una lettera dal dottor Elliott, un amico che vive in Australia, che lo invita a recarsi in quella terra lontana per esercitare là la sua professione. Ernst sente l'esigenza di andare dove ci sia realmente necessità della sua opera. Adesso spetta alla sua famiglia decidere. Flo è molto entusiasta all'idea di partire. Franz, che sogna di diventare un compositore, vorrebbe invece trasferirsi in Austria. |                   |                  |
| 2  | La partenza 「旅立ち」 - tabidachi | 11 gennaio 1981   | 16 novembre 1982 |
| 2  | Il dottor Ernst, dopo un intenso consulto con la famiglia, decide di accettare l'invito e di partire immediatamente per l'Australia con tutti i suoi familiari. Soltanto Marie, la governante, non può partire per motivi personali e questo distacco peserà molto a Flo, che continuerà a pensare a lei con nostalgia e a sognarla spesso. Inizialmente anche Franz era intenzionato a non partire pur di rimanere a Berna a concludere i suoi studi ma, nel vedere la famiglia salpare in nave, la nostalgia famigliare si fa sentire e il ragazzo non resiste raggiungendoli di corsa sul veliero in partenza. |                   |                  |
| 3  | Flo ci ripensa 「フローネの心変り」 - furone no kokoro kawari | 18 gennaio 1981   | 17 novembre 1982 |
| 3  | La famiglia Robinson, dopo un viaggio sul Reno farà scalo a Rotterdam. La piccola Flo, dopo essere stata avvicinata da un presunto compositore che le ha fatto dei bellissimi complimenti sulla sua voce, inizia a ripensare all'idea di andare in Australia per coronare il suo sogno di diventare una cantante. Ragion per cui comunica alla propria famiglia di volerli lasciare una volta fatto scalo a Rotterdam. Durante la navigazione i passeggeri dell'imbarcazione avvistano la roccia Lorelei e ne rimangono ammaliati. A rendere ancora più trasognante la scena è il canto di una passeggera che intona un bel canto mentre la piccola Flo intravede lo spirito della bellissima ondina che pettina i propri lunghi capelli su una roccia. La stessa passeggera, rivelatasi una vera cantante famosa, rivelerà alla piccola Flo l'inganno del presunto compositore e la bambina deciderà di riprendere il proprio viaggio verso l'Australia.               |                   |                  |
| 4  | In rotta verso l'Australia 「オーストラリアめざして」 - osutoraria mezashite | 25 gennaio 1981   | 18 novembre 1982 |
| 4  | La famiglia Robinson, dopo aver fatto scalo a Rotterdam e a Londra, a Liverpool si imbarca per l'Australia su una grande nave, la Blackburn Rock. Durante il lungo viaggio farà la conoscenza di numerosi passeggeri e conoscerà le loro storie. In particolare Franz fa la conoscenza di Emily, una ragazza sua coetanea, appassionata come lui di musica. Il viaggio inizia verso la fine di ottobre. Durante il viaggio la moglie del segretario generale dell'Australia deve partorire e solo il pronto intervento del dottor Ernst permetterà alla donna un tranquillo parto. |                   |                  |
| 5  | Capitan Flo 「フローネ船長」 - furone senchou | 1º febbraio 1981  | 19 novembre 1982 |
| 5  | Nel bel mezzo del viaggio, il padre e la madre di Emily arriveranno al punto di volersi separare, ma grazie allo stratagemma di Flo e del capitano si aggiusterà tutto. Flo diventerà il capitano della nave per una settimana, quanto basta per permettere in maniera molto ingegnosa ai litigiosi genitori di potersi riappacificare. |                   |                  |
| 6  | Il tifone 「こわい嵐」 - kowai arashi | 8 febbraio 1981   | 22 novembre 1982 |
| 6  | Il viaggio, iniziato verso la fine di ottobre, prosegue per alcuni mesi, ma quando ormai manca poco all'approdo, il giorno di Natale si scatena una violentissima tempesta che, dopo cinque giorni, causa il naufragio della nave. Tutti i passeggeri riescono a salvarsi sulle scialuppe di salvataggio, ad eccezione della famiglia Robinson, la quale rimane sulla nave. Anna Robinson non prende mai decisioni a scapito dell'unione della famiglia e infatti si rifiuta di abbandonare la nave senza suo figlio Franz. Ma Franz, all'insaputa dei suoi genitori, era poco prima precipitato in mare insieme al comandante. |                   |                  |
| 7  | Un padre ingegnoso 「なんでもできるおとうさん」 - nandemodekiruotousan | 15 febbraio 1981  | 23 novembre 1982 |
| 7  | I componenti della famiglia Robinson, privi di scialuppa di salvataggio e per un caso fortuito, si salvano dal disastro. Anche Franz, grazie all'intervento del capitano che si sacrifica per il ragazzo, riesce a salvarsi e a riunirsi con la sua famiglia. Intanto da lontano si scorge un'isola. La famiglia Robinson, capitanata da papà Ernst, non si perde d'animo e si mette subito al lavoro per la costruzione di una zattera utile per poter lasciare la nave e per potersi dirigere sull'isola, ma il primo tentativo fallisce. |                   |                  |
| 8  | Verso l'isola 「島をめざして」 - shima womezashite | 22 febbraio 1981  | 24 novembre 1982 |
| 8  | I componenti della famiglia Robinson mettono a posto la zattera, riescono a salpare dalla nave che sta affondando e iniziano a dirigersi verso l'isola deserta. Nell'andar via riescono a salvare dalla nave in inabissamento alcuni animali (tra cui anche il cane John), poche provviste ed alcuni utensili. |                   |                  |
| 9  | La famiglia cresce 「あたらしい家族」 - atarashii kazoku | 1º marzo 1981     | 25 novembre 1982 |
| 9  | La famiglia Robinson riesce, con non pochi sforzi, ad arrivare sull'isola. Inizia un lungo periodo durante il quale la famiglia dovrà sopravvivere in un ambiente ostile e misterioso, potendo contare solo sulle proprie forze. Dopo aver adottato John, il cane del comandante della nave, viene adottato anche Mercre, un cucciolo di cuscus la cui madre è stata uccisa involontariamente da Franz mentre faceva la guardia durante la prima notte sull'isola. |                   |                  |
| 10 | Una triste scoperta 「かなしみの再会」 - kanashimino saikai | 8 marzo 1981      | 26 novembre 1982 |
| 10 | I Robinson fanno una triste scoperta: trovano il corpo del comandante della nave, deceduto per salvare Franz. La signora Robinson, essendo molto devota, prega molto spesso nelle difficoltà, ed è sua l'idea di seppellire degnamente il corpo del capitano. L'ingegno di Ernst e la coesione dei Robinson risolveranno i piccoli e grandi problemi che via via dovranno affrontare. Intanto Ernst e Franz decidono di partire in esplorazione dell'isola: saranno via per tre giorni. |                   |                  |
| 11 | L'albero gigante 「おばけの木」 - obakeno ki | 15 marzo 1981     | 29 novembre 1982 |
| 11 | La mamma, Flo e Jack fanno un'esplorazione nella foresta, che sembra insidiosa e piena di pericoli. Flo trova un albero gigante e per sbaglio ci cade dentro; solo il coraggio e l'ingegno della mamma la salveranno. Ernst e Franz, dopo essere arrivati in cima alla montagna, scoprono con dispiacere che la famiglia si trova su un'isola deserta circondata dal mare. |                   |                  |
| 12 | Lavori domestici 「おかあさんの活躍」 - okaasanno katsuyaku | 22 marzo 1981     | 30 novembre 1982 |
| 12 | Franz ed Ernst, mentre sono sulla via del ritorno, rischiano di affondare nelle sabbie mobili ma l'ingegno di Ernst risolverà nuovamente il problema presentato. Intanto, poiché papà e Franz stanno per rientrare, la mamma fa dei lavori domestici preparando il tutto per accoglierli ma le cose non vanno come previsto: una notte i tre vengono attaccati da un branco di tilacini (lupi marsupiali). L'esperienza del naufragio renderà forte e determinata la mamma: quando ci sarà il primo assalto da parte dei lupi, nonostante la paura, Anna mette in salvo i bambini uccidendo il capobranco col fucile e mettendo in fuga gli altri animali carnivori. A prima mattina, rientrati, Ernst e Franz trovano il tilacino morto e la propria famiglia spaventata ma sana e salva. |                   |                  |
| 13 | L'insetto velenoso 「フランツの目」 - furantsu no me | 29 marzo 1981     | 1º dicembre 1982 |
| 13 | La mamma, dopo aver salvato i propri figli dalla mandria di lupi, sviene e si risveglia il mattino seguente. Il papà e Franz comunicano ai familiari la triste notizia: la famiglia si trova su un'isola deserta e il resto dei passeggeri della nave sono tutti morti. Franz, disperato per l'apparente morte della sua Emily, si sente male: viene morso da uno strano insetto e non riesce più a vedere. Dopo dieci giorni di cure amorevoli da parte della sua famiglia avviene il miracolo: Franz ci vede di nuovo! |                   |                  |
| 14 | Il canto delle conchiglie 「貝殻の歌がきこえる」 - kaigara no uta gakikoeru | 5 aprile 1981     | 2 dicembre 1982  |
| 14 | Flo fornisce molto coraggio e ottimismo alla propria famiglia che lavora ma è molto triste poiché per tutto il giorno non le viene concesso di lavorare ma di badare a Jack. La sua natura curiosa e sensibile la porta spesso ad esporsi a grossi rischi: giocando insieme a John si posa su un albero rischiando di essere portata via dalla marea. L'intervento del papà salva la situazione e questo evento spinge la sua famiglia a prendersi una giornata di pausa dal lavoro per poter stare tutti insieme. |                   |                  |
| 15 | La casa sull'albero 「木の上の家」 - ki no ueno ie | 12 aprile 1981    | 3 dicembre 1982  |
| 15 | Sono in atto i preparativi per il compleanno della mamma e sia Flo e Jack sia Franz e il papà le preparano un regalo in segreto: una collana di conchiglie e una scala per salire. La casa sull'albero è già pronta! Durante la notte, per sfuggire all'attacco dei tilacini, la famiglia fugge dalla spiaggia e si rifugia nella nuova casa sull'albero, lì dove i lupi sicuramente non potranno arrivare. La mattina dopo la famiglia festeggia con gioia il compleanno della mamma. |                   |                  |
| 16 | Vita sull'isola 「我家の日課」 - wagaya no nikka | 19 aprile 1981    | 6 dicembre 1982  |
| 16 | Da quando è stata costruita la casa nuova la famiglia Robinson è al sicuro. Ernst, ripensando ai pericoli vissuti, assegna a ciascun membro della famiglia delle mansioni quotidiane: Franz si occuperà dell'istruzione di Jack e di Flo; Flo, Jack e Franz dovranno osservare l'arrivo di possibili navi all'orizzonte. La mamma, grazie alle ottime conoscenze agricole, crea un orto. Quando iniziarono a spuntare delle piantine fu una grande festa per tutti, solo che un branco di cinghiali distrusse tutto. Un colpo terribile per la mamma. |                   |                  |
| 17 | L'orto della mamma 「おかあさんの畑」 - okaasanno hatake | 26 aprile 1981    | 7 dicembre 1982  |
| 17 | Dopo il disastro dei cinghiali nessuno aveva più voglia di lavorare nell'orto. La mamma allora ritrova fiducia in se stessa, si ingegna e prende delle precauzioni: con un recinto tiene lontani i cinghiali, mentre con uno spaventapasseri e tante conchiglie allontana gli stormi di uccelli golosi. Intanto Ernst ed il figlio Franz tenteranno di costruire una canoa di legno, ma senza successo. |                   |                  |
| 18 | Mercre in pericolo 「メルクルを助けて!」 - merukuru wo tasuke te! | 3 maggio 1981     | 8 dicembre 1982  |
| 18 | Jack va a fare un giro in canoa con Franz e Flo resta di sorveglianza. All'improvviso Mercre si ritrova su un remo che viene portato via dalle acque, ritrovandosi lontano dalla costa. Franz cerca di fare il possibile, ma solo l'intervento di John risolverà la situazione. |                   |                  |
| 19 | Flo va a caccia 「フローネ、狩に行く」 - furone, kari ni iku | 10 maggio 1981    | 9 dicembre 1982  |
| 19 | La piccola Flo per la prima volta va a caccia di animali con Franz e il papà. La bambina, però, manifesta subito un grande senso di pietà e rispetto verso gli animali opponendosi con forza ogni qualvolta vede abusi contro di essi: non può niente sull'uccisione di un uccello, ma riesce a salvare un capretto che insieme alla mamma entreranno a far parte della famiglia Robinson producendo molto latte. |                   |                  |
| 20 | Nave in vista 「船が見える」 - fune ga mie ru | 17 maggio 1981    | 10 dicembre 1982 |
| 20 | La piccola Flo tutti i giorni guarda il mare e ad un certo punto appare una nave all'orizzonte. Tutta la famiglia Robinson si mobilita, persino Franz temporaneamente infortunato. Purtroppo la nave non li vede e si allontana nell'orizzonte lasciando la povera famiglia con sfiducia e rassegnazione. |                   |                  |
| 21 | Tartaruga 「亀の赤ちゃん」 - kame no akachan | 24 maggio 1981    | 13 dicembre 1982 |
| 21 | Flo e la sua famiglia, durante la notte, vedono una tartaruga deporre le uova e fanno di tutto per proteggerle al fine di farle schiudere in sicurezza. Le uova vengono salvate da Flo e dal piccolo Jack dall'assalto di un serpente e, poco dopo, riescono a schiudersi. Le piccole tartarughine si dirigono verso l'acqua salutando la famiglia che le ha salvate. |                   |                  |
| 22 | Collezionista 「ジャックはコレクター」 - jakku ha korekuta | 31 maggio 1981    | 14 dicembre 1982 |
| 22 | Lo zucchero è finito quindi Flo va a cercarne dell'altro sull'isola: insieme alla famiglia si parte per estrarre lo zucchero dalle canne da zucchero. Intanto si scopre che Jack è un bravo collezionista: conchiglie, lucertole e ciò che crede sia un uovo di tartaruga. |                   |                  |
| 23 | Santifica le feste 「無人島の休日」 - mujintou no kyuujitsu | 7 giugno 1981     | 15 dicembre 1982 |
| 23 | Visto che da tanto tempo la famiglia non riposa, la piccola Flo propone di prendersi una pausa dal lavoro. Ma la bambina non riesce assolutamente a riposare, anzi lavora lei al posto dei suoi famigliari. Flo credeva di potersi divertire in una giornata di vera vacanza, ma non avendo nessuno con cui giocare non ha combinato nulla. |                   |                  |
| 24 | Casa di Flo 「フローネの家出」 - furone no iede | 14 giugno 1981    | 16 dicembre 1982 |
| 24 | Flo, per un malinteso, sente suo fratello Franz parlare molto male di lei e non glielo perdona: fugge da casa. Solo dopo un po' la bambina si renderà conto che non può fare a meno della sua famiglia. |                   |                  |
| 25 | Fuoco e candele 「無人島の夜はまっくらやみ」 - mujintou no yoru hamakkurayami | 21 giugno 1981    | 17 dicembre 1982 |
| 25 | I fiammiferi sono finiti e con l'oscurità della notte la famiglia Robinson non riesce a vedere niente. La famiglia, con molto lavoro, riesce prima ad accendere il fuoco, facendo leva sull'attrito tra polvere e legno, e poi riescono a costruire delle candele utili a far luce nella loro casa. |                   |                  |
| 26 | Arco e frecce 「おにいちゃんは弓の名手?」 - oniichanha yumi no meishu? | 28 giugno 1981    | 20 dicembre 1982 |
| 26 | La piccola Flo freme dalla voglia di utilizzare un arco e delle frecce tutte sue. Il papà gliene fabbrica uno ma Franz è geloso: la bambina sa lanciare meglio di lui! |                   |                  |
| 27 | Anniversario 「無人島の音楽会」 - mujintou no ongakukai | 5 luglio 1981     | 21 dicembre 1982 |
| 27 | Per l'anniversario dei 18 anni di matrimonio dei genitori, Flo e i suoi fratelli preparano un fantastico regalo: su un largo albero costruiscono un piccolo rifugio su cui i genitori potranno ricordare avvenimenti passati. Dopo averlo fatto, i genitori rincasano per vedere se i figli stessero bene. Nel risalire al rifugio/regalo, scappano dai lupi, che fino alla mattina, riescono a tenere lontani grazie a falò realizzati sul tetto di foglie del rifugio. |                   |                  |
| 28 | Alla ricerca della china 「ジャックの病気」 - jakku no byouki | 12 luglio 1981    | 22 dicembre 1982 |
| 28 | Improvvisamente a Jack viene una febbre fortissima. Flo gli porta da mangiare ma il suo corpo si indebolisce sempre più: Jack ha contratto la malaria ed è in fin di vita. Solo la china, una sostanza che si estrae dalla corteccia di un albero tropicale, trovata dal fratello Franz lo salverà. |                   |                  |
| 29 | Flo si è persa 「フローネ行方不明となる」 - furone yukuefumei tonaru | 19 luglio 1981    | 23 dicembre 1982 |
| 29 | Flo, nel tentativo di fare una breve passeggiata per non passare tutta la giornata a studiare, si perde nella foresta. L'intervento del papà, di Franz e del cane John la salverà. |                   |                  |
| 30 | Punizione severa 「きついお仕置き」 - kitsuio shioki | 26 luglio 1981    | 24 dicembre 1982 |
| 30 | A causa della birichinata del giorno precedente Flo viene punita molto severamente dalla mamma a suon di forti sculacciate mentre Franz le assegna 20 pagine di libro da ricopiare sul quaderno. Durante lo svolgimento della sua punizione la capra e il capretto, dopo aver sentito il forte rumore causato da un albero abbattuto, si spaventano e scappano. Flo corre subito a cercarli salvando, con l'aiuto di John, del papà e di Franz, sia la capra sia il capretto rimasto ferito. |                   |                  |
| 31 | Segreto 「わたしはのけもの?」 - watashihanokemono? | 2 agosto 1981     | 27 dicembre 1982 |
| 31 | La mamma, il papà, Franz e Jack si comportano in modo insolito, sicuramente stanno nascondendo qualcosa. La piccola Flo, curiosa, riesce a scoprire che la sua famiglia le sta nascondendo un segreto che alla fine si rivelerà la festa per il suo compleanno, unita alla consegna di tanti regali per la bambina. |                   |                  |
| 32 | Il battello è pronto 「船ができた!」 - fune gadekita! | 9 agosto 1981     | 28 dicembre 1982 |
| 32 | La famiglia sta mettendo a posto le provviste per la partenza dall'isola. Ernst ed il figlio Franz costruiscono un battello per poter lasciare l'isola, ma senza successo: una terribile tempesta farà inabissare il battello il giorno stesso del varo. |                   |                  |
| 33 | Grandi piogge 「雨、雨、ふれふれ」 - ame, ame, furefure | 23 agosto 1981    | 29 dicembre 1982 |
| 33 | La famiglia si rende conto di essersi salvata dal disastro in quanto il battello sarebbe affondato. Sono giorni pieni di pioggia che non passano mai, e la famiglia decide di passare il tempo costruendo un piccolo fornetto in casa per cucinare torte. Ma Flo nell'impasto utilizza il sale al posto dello zucchero. |                   |                  |
| 34 | C'era una volta la grotta 「洞窟をさがせ!」 - doukutsu wosagase! | 30 agosto 1981    | 30 dicembre 1982 |
| 34 | Le infiltrazioni d'acqua a causa della pioggia iniziano a diventare pericolose per la casa sull'albero, ma se la famiglia vivesse in una grotta non avrebbe di queste preoccupazioni. Grazie al cane John e a Flo la famiglia scoprirà una caverna. |                   |                  |
| 35 | Il segreto della grotta 「洞窟の秘密」 - doukutsu no himitsu | 6 settembre 1981  | 31 dicembre 1982 |
| 35 | Nella grotta la famiglia Robinson troverà i resti di un certo Eric Beths, naufragato sull'isola alcuni anni prima e morto di stenti. La mamma ha l'idea di seppellire degnamente il corpo del signor Beths. La famiglia, per la stagione delle piogge, si trasferisce ufficialmente nella grotta. |                   |                  |
| 36 | Fantasma 「幽霊が出る!」 - yuurei ga deru! | 13 settembre 1981 | 3 gennaio 1983   |
| 36 | Nella caverna ognuno avrà la propria stanza. Dietro la stanza di Flo c'è un'altra grotta e la bambina va da sola ad esplorarla. Nella grotta Flo troverà un fiume sotterraneo da cui la famiglia prenderà acqua potabile. Durante una visita alla grotta, all'improvviso, Flo vede qualcuno che corre in lontananza. |                   |                  |
| 37 | Naufraghi 「あらたな漂流者」 - aratana hyouryuusha | 20 settembre 1981 | 4 gennaio 1983   |
| 37 | È passato più di un anno dal naufragio ed a questo punto i Robinson cominciano a temere che non riusciranno mai a lasciare l'isola. Improvvisamente sull'isola arrivano altri due naufraghi: il marinaio Morton e il giovane Tomtom, un nativo australiano. Con il ragazzo la famiglia stringe subito un legame di amicizia, mentre con il signor Morton, burbero e misantropo, all'inizio i rapporti sono piuttosto problematici. |                   |                  |
| 38 | Flo e Tomtom 「男の子と女の子」 - otokonoko to onnanoko | 27 settembre 1981 | 5 gennaio 1983   |
| 38 | Durante la cena Tomtom, parlando della sua vita, si offende e scappa dalla grotta. Egli è un bambino di origine australiana che purtroppo non ha più i genitori. Chiedendo spiegazioni al signor Morton si scopre che i genitori di Tomtom sono stati uccisi da uomini bianchi in Australia. Per questo all'inizio Tomtom diffida enormemente dei Robinson, come di tutti i bianchi. Per via dei suoi trascorsi e del suo mestiere di mozzo, Tomtom è abilissimo a pescare, cacciare e ad usare il coltello. Intanto Flo, dopo aver raccontato al bambino la storia dell'anno passato dalla sua famiglia sull'isola, con uno stratagemma riesce a riportare Tomtom a casa. |                   |                  |
| 39 | Una convivenza difficile 「ひねくれ者モートン」 - hinekure mono moton | 4 ottobre 1981    | 6 gennaio 1983   |
| 39 | Tomtom costruisce un boomerang e insegna a Flo e Jack a lanciarlo. Intanto la convivenza col signor Morton non è semplice: egli è un gran bevitore e per questo ruberà dell'alcool ad Ernst ubriacandosi fino ad addormentarsi. Inoltre, dopo aver salvato Flo da un albero e averle fatto promettere di non raccontare nulla, essendo anche un accanito fumatore cerca di convincere il piccolo Jack a fumare ma l'intervento provvidenziale della mamma evita tutto. |                   |                  |
| 40 | Flo e Tam Tam 「少年タムタム」 - shounen tamutamu | 11 ottobre 1981   | 7 gennaio 1983   |
| 40 | La famiglia Robinson ritorna nella casa sull'albero mentre Tomtom e il signor Morton restano a vivere nella grotta. Franz compie gli anni e, insieme ai due fratellini, decide di inoltrarsi nella foresta per passare un giorno di libertà. Tomtom dà prova della sua grande abilità nel cacciare prima ai coniugi Robinson, catturando un gabbiano, e poi ai tre fratelli, catturando e addomesticando uno struzzo che poi porteranno alla casa sull'albero. |                   |                  |
| 41 | Il signor Morton se n'è andato 「行ってしまったモートンさん」 - itte shimatta moton san | 18 ottobre 1981   | 10 gennaio 1983  |
| 41 | Il signor Morton, notando come le acque delle sorgenti e del pozzo fossero diventate calde all'improvviso, intuisce la natura vulcanica dell'isola e decide di andare via. Mentre Franz, Flo, Jack e Tomtom inseguono lo struzzo, il signor Morton va nella casa sull'albero per rubare un fucile, una lente d'ingrandimento e alcuni accessori della famiglia di Robinson. Quella notte il signor Morton parte con la canoa dei Robinson, lasciando Tomtom da solo nella grotta. |                   |                  |
| 42 | Il terremoto 「恐ろしい地震」 - osoro shii jishin | 25 ottobre 1981   | 11 gennaio 1983  |
| 42 | Tomtom torna alla grotta e Flo, mentre cerca il bambino nella grotta, nota che l'acqua sotterranea era calda. Gli animali sull'isola iniziano a comportarsi in modo strano e l'isola, quella notte, viene scossa da una serie di violenti terremoti. Il papà intuisce tutto: la famiglia si trova su un'isola vulcanica e quelle scosse erano solo un avvertimento per far intuire il prossimo risveglio del vulcano spento. |                   |                  |
| 43 | Il ritorno del signor Morton 「戻ってきたモートンさん」 - modotte kita moton san | 1º novembre 1981  | 12 gennaio 1983  |
| 43 | Il signor Morton ritorna sull'isola, ustionato e pieno di scottature ma vivo. La famiglia lo cura e scopre che in realtà l'uomo si era imbarcato da solo allo scopo di farsi trovare da un'altra nave di passaggio e di poter trarre in salvo gli abitanti dell'isola. Nonostante il nobile gesto, però, il signor Morton non ama la compagnia e perciò decide di vivere da solo in una casa sull'albero, ma una sera chiede di avere un colloquio privato con il papà. |                   |                  |
| 44 | Una nuova imbarcazione 「もう一度船を!」 - mou ichido fune wo! | 8 novembre 1981   | 13 gennaio 1983  |
| 44 | Il signor Morton, dal colloquio con il papà, si rende conto che entrambi sono arrivati alle stesse conclusioni: la natura dell'isola è vulcanica. Bisogna costruire una nuova imbarcazione per lasciare al più presto l'isola prima che il vulcano si risvegli di nuovo. Intanto viene ripescata la vela dalla vecchia canoa che era affondata a causa della tempesta. |                   |                  |
| 45 | Il nostro asinello 「死なないでロバさん」 - shina naide roba san | 15 novembre 1981  | 14 gennaio 1983  |
| 45 | Con l'aiuto del signor Morton, provetto marinaio, si inizia a progettare e costruire un nuovo battello (una sorta di catamarano) per poter finalmente lasciare l'isola. Il giorno del varo del catamarano nell'oceano, a causa del forte stress e per la vecchiaia, l'asinello muore e viene seppellito sulla spiaggia accanto ai corpi del capitano e del signor Beths. |                   |                  |
| 46 | Vietato l'ingresso agli animali 「ヤギをすてないで」 - yagi wosutenaide | 29 novembre 1981  | 17 gennaio 1983  |
| 46 | Il signor Morton ha deciso che gli animali non possono salire sull'imbarcazione. La famiglia Robinson deve così sbarazzarsi della capra Beths e del capretto Eric coprendo loro gli occhi in modo tale da non poter riconoscere la strada di casa una volta dispersi nel bosco. |                   |                  |
| 47 | Il signor Morton ci ripensa 「続ヤギをすてないで」 - zoku yagi wosutenaide | 6 dicembre 1981   | 18 gennaio 1983  |
| 47 | Il signor Morton è irremovibile: né capre, né John né Mercre saliranno sull'imbarcazione. Intanto Tomtom, con uno stratagemma, riesce a far sì che John e Mercre riuscissero a trovare le capre in modo tale da riportarle tutte insieme dai Robinson. Alla fine il signor Morton ci ripensa e decide di far imbarcare tutti gli animali. |                   |                  |
| 48 | Addio isola deserta 「さようなら無人島」 - sayounara mujintou | 13 dicembre 1981  | 19 gennaio 1983  |
| 48 | Arriva il giorno della partenza. Dopo essere rimasti sull'isola per oltre un anno, finalmente i Robinson, il signor Morton e Tomtom partono per l'Australia sulla barca costruita. Tutta la famiglia saluta l'isola, lasciando in eredità la propria casa sull'albero a chiunque dovesse ritrovarsi a passare. |                   |                  |
| 49 | Terra in vista 「陸が見える!」 - riku ga mie ru! | 20 dicembre 1981  | 20 gennaio 1983  |
| 49 | Il viaggio dura molto più del previsto e le provviste iniziano a scarseggiare. Quando tutto sembra perduto, dopo un mese di viaggio per mare, i Robinson, il signor Morton e Tomtom avvistano in lontananza le coste dell'Australia. |                   |                  |
| 50 | Arrivederci 「また会う日まで」 - mata au nichi made | 27 dicembre 1981  | 21 gennaio 1983  |
| 50 | I Robinson raggiungono le coste dell'Australia a nord di Sydney e, dopo essere stati riconosciuti, viaggiano in treno fino a Melbourne. All'arrivo a Melbourne il dott. Elliott, l'amico di Ernst che lo aveva invitato in Australia, fornisce loro una bella casa in cui stare e farà loro una incredibile sorpresa: Emily, la grande amica di Franz, non è morta, ma si è salvata dal naufragio e ora è allieva infermiera presso il grande ospedale dove Elliott lavora e dove eserciterà anche Ernst Robinson. Ben presto Emily dovrà partire per l'Inghilterra, dove frequenterà per tre anni una rinomata scuola per infermiere promettendo a Franz di rivedersi. Anche il signor Morton e Tomtom si imbarcheranno sulla stessa nave, ma prometteranno ai Robinson di ritornare a trovarli ogni sei mesi. La famiglia Robinson si saluta con gli amici in partenza, non senza provare nostalgia per la loro isola deserta su cui avevano abitato per tanto tempo. |                   |                  |

## Colonna sonora
La colonna sonora originale è stata composta da Katsuhisa Hattori e Kōichi Sakata. Molti brani sono un riarrangiamento di composizioni per pianoforte di Edvard Grieg, Robert Schumann e Johannes Brahms. La colonna sonora è stata raccolta dalla casa discografica Canyon in un LP pubblicato nel giugno 1981 e due canzoni sono state raccolte anche in un 45 giri uscito in agosto dello stesso anno. Il 9 giugno 1999 l'intera colonna sonora è stata raccolta in un CD contenente 14 tracce e pubblicato dalla EMI Music Japan.
La serie presenta la sigla di apertura Hadashi no Furōne (裸足のフローネ? lett. "Flo a piedi nudi") e quella di chiusura Furōne no yume (フローネの夢? lett. "Il sogno di Flo") entrambe scritte e composte da Katsuo Inoue, arrangiate da Nozomi Aoki e cantate da Keiko Han.

## Edizione italiana
La serie è stata trasmessa con il titolo Flo la piccola Robinson dall'allora mondadoriana Rete 4 nel 1982. La sigla L'isola dei Robinson (musica, testo e arrangiamento di Riccardo Zara) è cantata da I Cavalieri del Re.
Dal 1994 l'anime è stato replicato su Canale 5 con il nuovo titolo L'isola della piccola Flo. La sigla della nuova edizione dal titolo omonimo (musica di Enzo Draghi, testo di Alessandra Valeri Manera) è cantata da Cristina D'Avena. In questa seconda edizione, per motivi mai chiariti, si è reso necessario il ridoppiaggio dell'episodio 25 Fuoco e candele, reintitolato Una buia notte sull'isola disabitata. Mediaset ha curato questo doppiaggio parziale senza però utilizzare le voci originali italiane del 1982.
A partire dalla replica dell'estate 2017 su Italia 1, il doppiaggio italiano è stato montato su un nuovo video restaurato; curiosamente sono state integrate alla fine di ogni episodio le anticipazioni della puntata successiva recitate dalla voce di Flo, presentate in giapponese con sottotitoli italiani. Viene comunque mantenuta la sigla di Cristina D'Avena con il montaggio video del 1994.
I DVD della serie sono stati pubblicati nel 2013 in due box da cinque dischi, editi da Cecchi Gori su licenza Planeta Junior.

## Altri media
In Italia, in concomitanza della messa in onda, tra il 1982 e il 1983, la storia di Flo è stata pubblicata a puntate col titolo Le avventure di Flo, la piccola Robinson come fumetto sul Corriere dei Piccoli, con tavole ridisegnate e non riprese dal cartone animato. In concomitanza con l'edizione a fumetti, le Edizioni Panini hanno prodotto un album di 240 figurine, con immagini riprese dalla serie televisiva, che ripercorreva l'intera storia del cartone animato.